# Sadový pramen
Sadový pramen, původním jménem Císařský, je dvanáctý karlovarský minerální pramen, nachází se na levém břehu řeky Teplé na pokraji lázeňské části Karlových Varů. Vyvěrá pod Vojenským lázeňským ústavem, má teplotu 37 °C a vydatnost 1,5 litrů/min.

## Historie
Pramen byl objeven při hloubení základů Vojenského lázeňského ústavu v roce 1852. Vyvěrá z pukliny v žule a je považován za nejsevernější zdroj termální vody v Karlových Varech. Zachycen byl dřevěnou jímkou v roce 1854, kdy jeho vydatnost byla ještě poměrně vysoká, tryskal do výše 8 cm. Po jímání však vydatnost klesla na 7 litrů/min. s teplotou 50 °C. S jeho vydatností byly od počátku problémy, které vyvrcholily při povodni v roce 1862, kdy byl pramen natolik slabý, že se voda musela do provozu pumpovat.
Nejprve se jmenoval Císařský a společně s Hochbergerovým pramenem sloužil výhradně k léčbě pacientů Vojenského lázeňského ústavu. Původní vývěr je v suterénu budovy před sochou Víly léčivých pramenů. Pro větší pohodlí pacientů byla ve vstupní hale umístěna pramenní váza, která byla zásobována z nového vrtu na vnitřním nádvoří.

## Současný stav
Pramen byl vždy v lázních jedním z nejoblíbenějších. Má vysoký obsah rozpuštěného kysličníku uhličitého, což mu dodává příjemnou chuť, též je to však příčinou intermitence, tedy přerušovaného vývěru. Jeho teplota je 37 °C, vydatnost 1,5 litrů/min. a obsah CO2 750 mg/litr.

## Fotogalerie

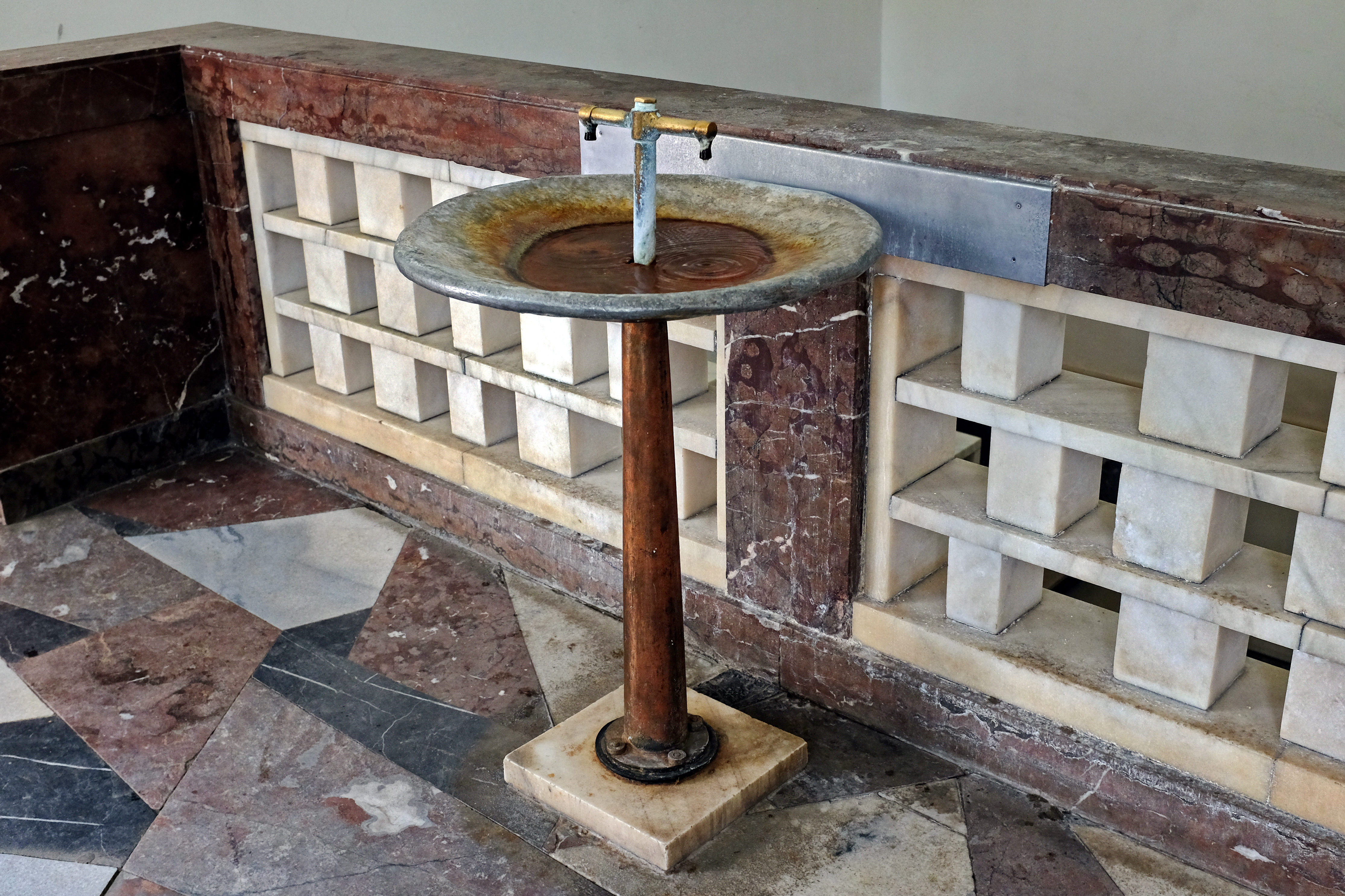
Přístupná pramenní váza
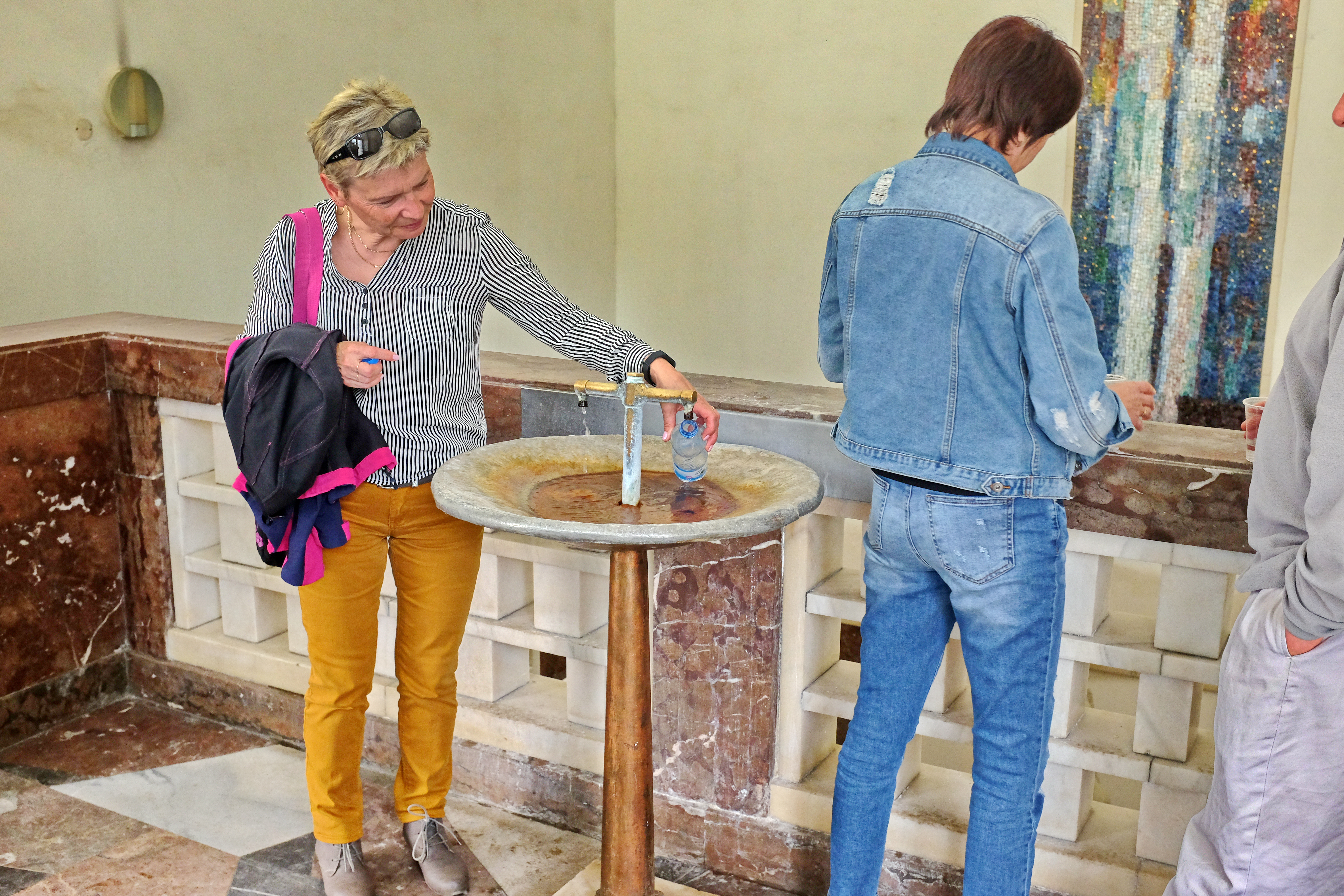
Odebírání u pramenní vázy
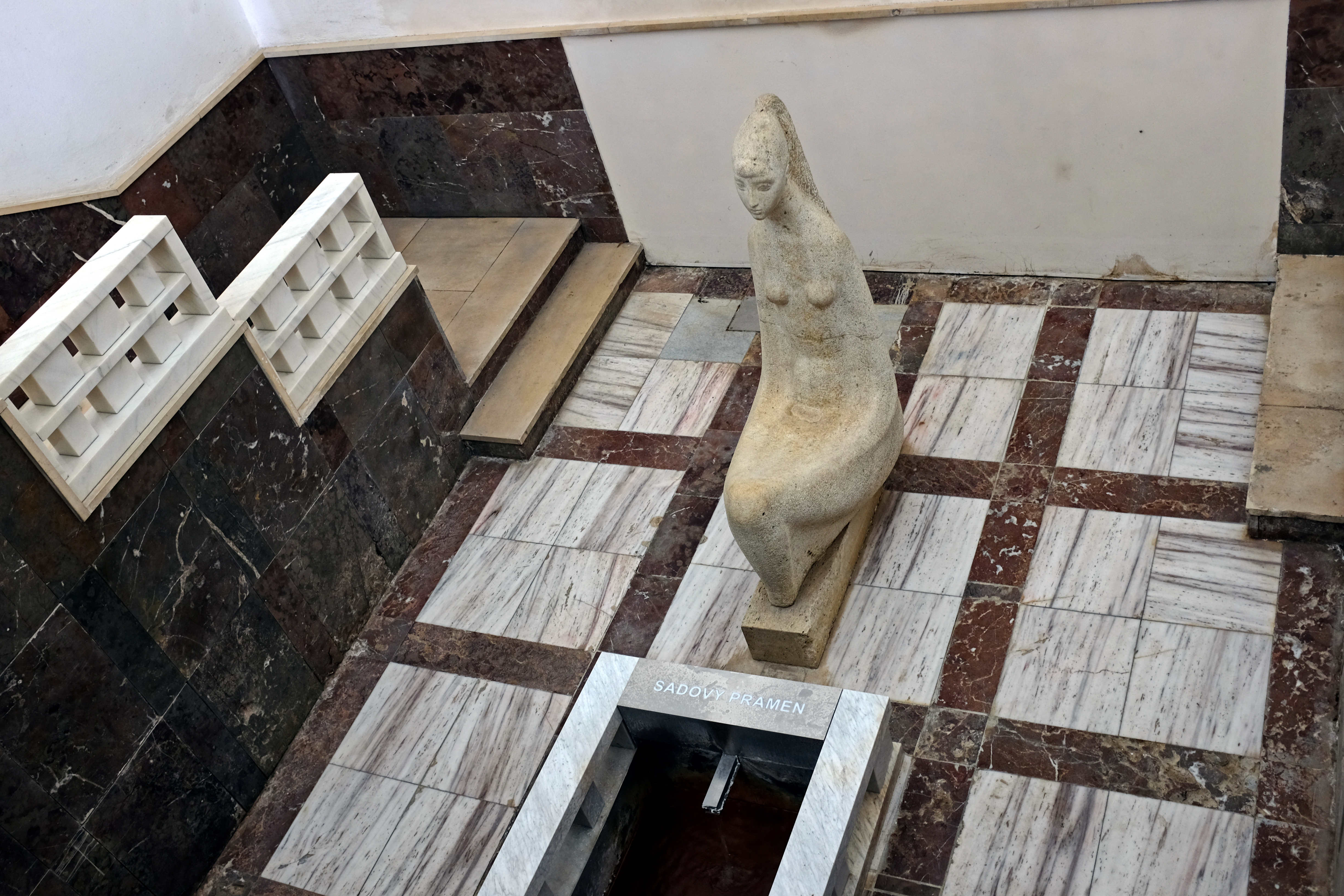
Veřejnosti nepřístupný pramen v suterénu
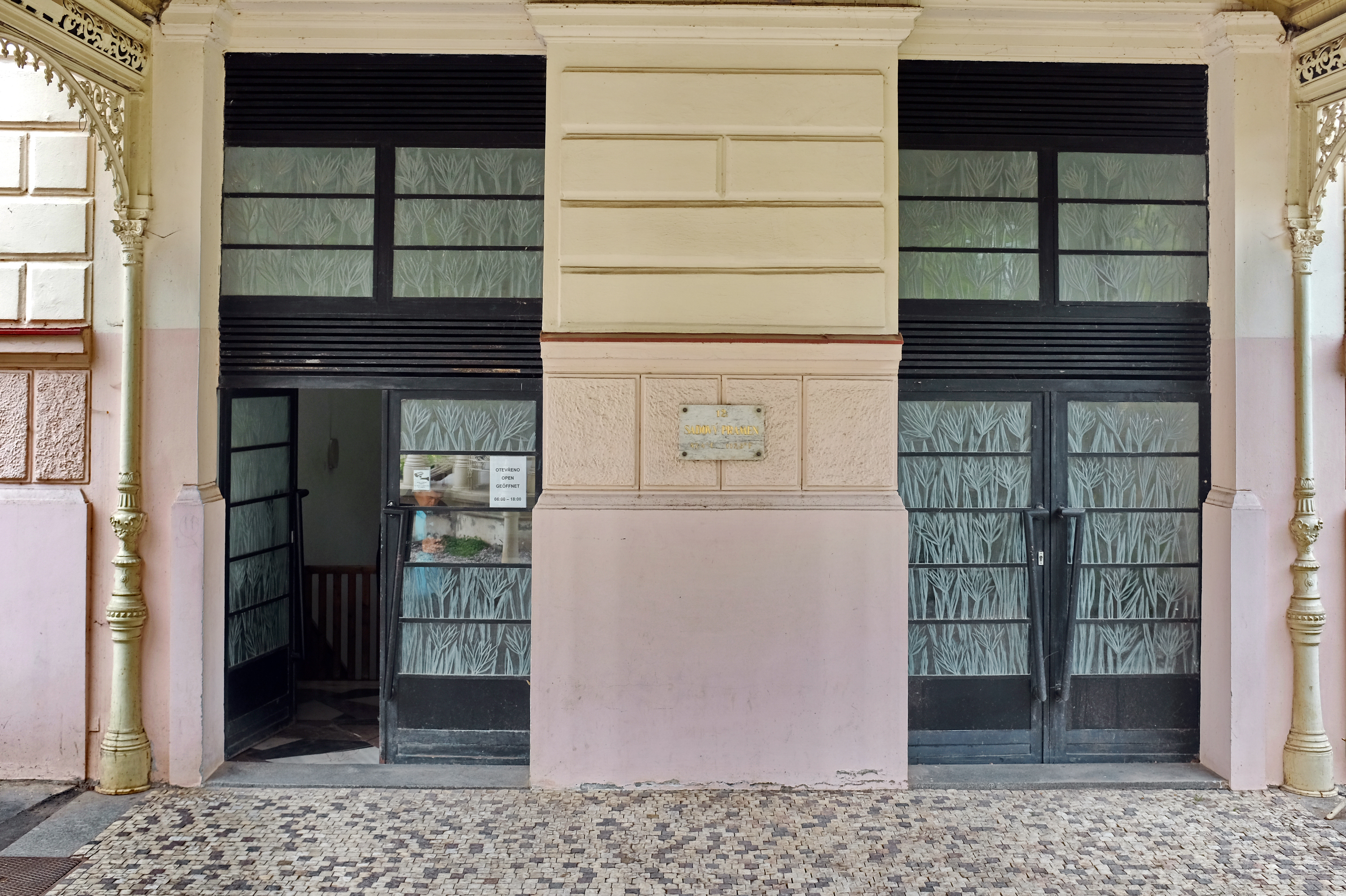
Přístup z Dvořákových sadů